# Steyr SC6 Citybus
Steyr SC6 – niskopodłogowy autobus miejski o napędzie spalinowym produkowany przez austriacką firmę Stey-Daimler-Puch w miejscowości Steyr na zachód od Wiednia. Konstrukcja została zaprojektowana już na początku lat 70., ale ostatecznie produkcję rozpoczęto dopiero w roku 1977. Bryła pojazdu była prostej konstrukcji, ale ze względu na swoją małą pojemność i duże zużycie paliwa mało przewoźników zdecydowało się na zakup.

## Konfiguracje
W fazie projektowania powstały dwie konfiguracje:
- F65 - odmiana charakteryzowała się brakiem fotelu obok kierowcy i wysunięciem kabiny ku przodowi.
- F72 - odmiana posiadała fotel dla pasażera obok kierowcy, a kabina była równa z przodem przedziału pasażerskiego.

## Eksploatacja
Jednym z najbardziej znanych przewoźników posiadających tego typu pojazd było wiedeńskie przedsiębiorstwo Wiener Linien. W roku 1987 na ulice wyjechał model F65, a na stałe zjechał w roku 1995 po ośmioletniej służbie. Największy popyt na pojazdy oraz moda na kupowanie mikrobusów zachęciły inne miasta na kupowanie Steyr'ów. Mikrobusy trafiły do miast krajów niemieckojęzycznych tj. Geesthacht, Graz, Kolonia i Düsseldorf. 

### W Polsce
Jedyne przedsiębiorstwa w Polsce, które podjęły się zakupu pojazdu to firmy z Radomia, Chrzanowa, Mizierowa, Warszawy, Piotrkowa Trybunalskiego, Żukowa i Solca Kujawskiego. Oprócz tego pojazdy znalazły się we flocie warszawskiego oddziału PLL LOT oraz w okresie 08.08.1992 - 31.08.1992 obsługiwały linię "City-Bus" w Krakowie. Pojazdy pojawiały się również w innych, prywatnych przedsiębiorstwach transportowych.